# 杜度 (漢朝)
杜度（？—？），名操，字伯度，京兆杜陵（今中国陝西长安区）人，因避魏武帝曹操名讳，而改称杜度。為御史大夫杜延年之曾孙。汉章帝时为齐相，书法家。以善“章草”書著名，后人為書法家崔瑗、崔寔與杜度并称为“崔杜”。为张芝之师。
三國魏國韋誕稱：“杜氏傑有骨力，而字畫微瘦。”唐代張懷瓘在《書斷》中列為“神品”。
蔡邕勸學篇稱：“齊相杜度，姜守名篇。”

## 資料來源
- 晋卫恒《四体书势》
- 梁庾肩吾《书品》
- 唐张怀瓘《书断》
- 唐韦续《墨薮·九品书人沦》

1. ↑  韋續《纂五十六種書》稱“章草者，漢齊相杜伯度援稿所作，因章帝所好名焉。”